# إنديانابولس 500
إنديانابوليس 500 (بالإنجليزية: Indianapolis 500) هو سباق سيارات يقام سنويا في انديانابوليس موتور أوتوستراد في إنديانابوليس في إنديانا. يقام هذا الحدث خلال عطلة يوم الذكرى، والذي يصادف عادة نهاية الأسبوع 30 مايو.

## اقرأ أيضًا
- جائزة إنديانابوليس الكبرى
- جائزة إنديانابوليس الكبرى للدراجات النارية

## وصلات خارجية
- Indy 500 On TV
- Indianapolis 500 Live Stream
- Indianapolis 500 Official website
- Indianapolis Motor Speedway Official website
- Indy Racing League Official website
- Images from the Ralph J. Satterlee Indianapolis 500 Photographs Collection, Ball State University Digital Media Repository
- Indianapolis 500 fan photograph pool